# 陳貝怡
陳貝怡（Natalie Chan，1992年9月16日—），澳門演員，籍貫廣東潮州，現居香港。
她在2014年，於澳門大學博彩管理系畢業。中學時期為求幫補家計，開始接拍港澳各類廣告及政府宣傳片拍攝。後來更獲長輩推薦，參與香港金像獎導演張經緯執導的澳門劇情短片《青州山上》的試鏡，並成功入選，參與拍攝工作。雖然陳貝怡在短片的原定角色被刪走，這經歷為她鋪下了演戲之路。2015年，她辭掉酒店工作，隻身來港發展演藝事業，更於同年年底與Dramovie Group簽約成為藝人。她在2016年初，拍攝音樂微電影《天知道》，正式於香港出道。

## 電影
- 2017年：《青春戰記》（飾 黎詩晴）
- 2018年：《青春戰記之來得及再愛妳》（飾 Joyce）
- 2022年：《愛還記得》（飾 記者）

## 其他演出

### 香港
- 2015年：鮮浪潮電影《對偶》
- 2016年：音樂微電影《天知道》
- 2018年：網絡劇《性敢中環》

### 澳門
- 2015年：微電影《鍵盤傷人》
- 2016年：微電影《超時空地球保衛戰》
- 2017年：澳門網絡劇《千里之行》

## 廣告演出

### 2016年
- 維特健靈目清素

### 2018年
- Sogo Italian Fair - For Her
- Sogo Italian Fair - For Him

## 節目主持／嘉賓
- 2016年：D100 《香蕉俱樂部》（主持之一）（節目現在逢星期一、二、四晚上22:00 D100 第四台播出）
- 2020年：香港開電視《原始組》（主持之一）